# Christoffer Svante von Hartmansdorff
Christoffer Svante von Hartmansdorff, född 16 augusti 1771 på Nobynäs i Lommaryds socken, död 17 april 1818 i Stockholm, var en svensk militär.

## Biografi
Christoffer Svante von Hartmansdorff var son till kornett Adolf Fredrik von Hartmansdorff och Barbara Christina Carlheim-Gyllensköld. Han blev volontär vid Smålands kavalleriregemente 1776, sergeant vid Jönköpings regemente 1779, page hos Gustav III 1785, fänrik vid Storamiralens regemente 1789, fänrik vid Livregementsbrigadens lätta infanteri 1791, sekundlöjtnant där samma år, premiärlöjtnant 1792 och kapten där 1796. von Hartmansdorff blev major i armén 1808, major vid regementet 1809 och förste major vid Livregementsbrigadens grenadjärkår 1810. Han blev överstelöjtnant vid Jönköpings regemente 1810, överste i armén 1814 och var överste och chef för Jönköpings regemente 1816–1818. Han deltog i 1813 och 1814 års fälttåg i Tyskland. von Hartmansdorff blev 1805 riddare av Svärdsorden.